# Odciąg

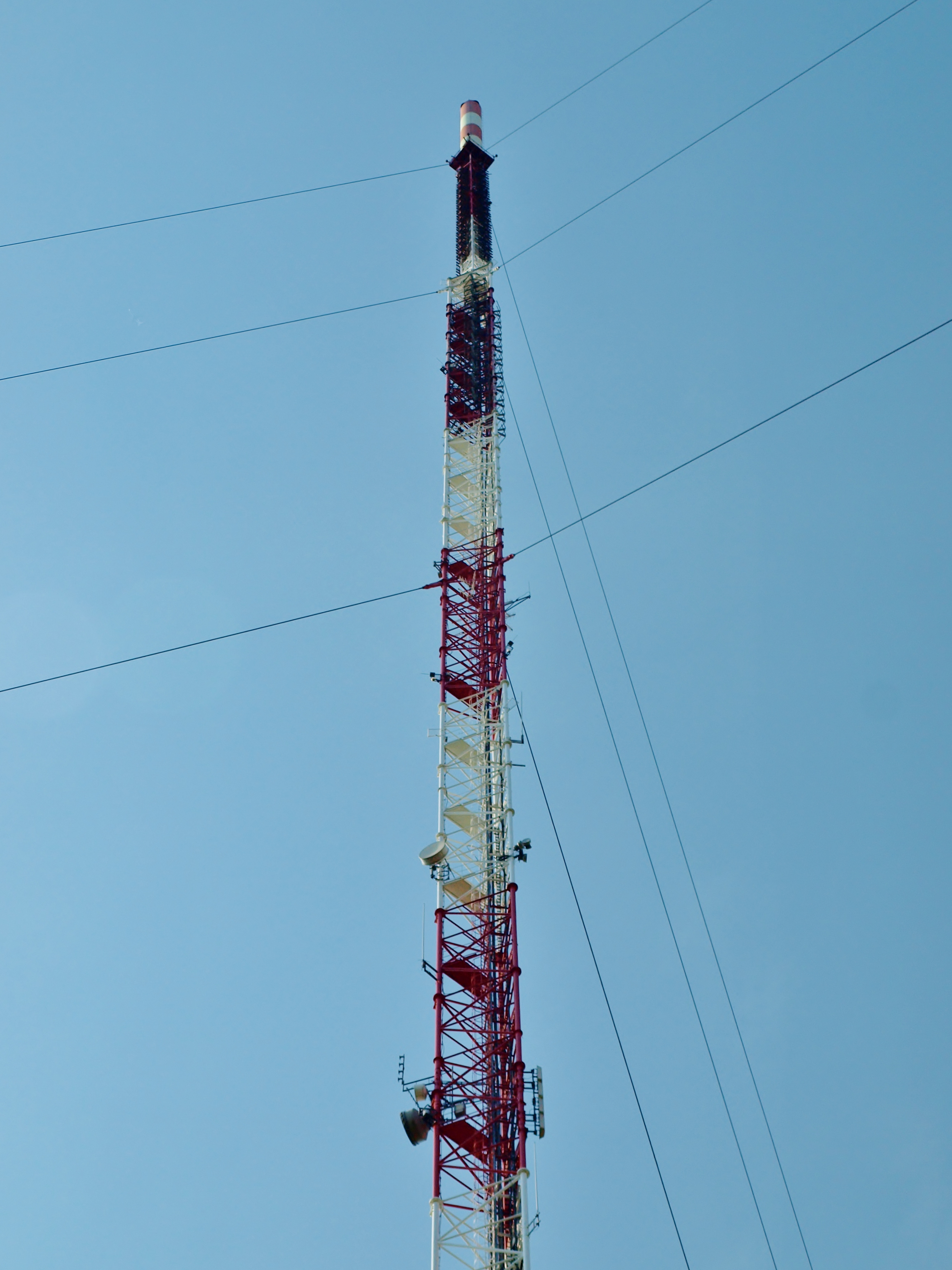
Chorągwica - górna część 286-metrowego masztu z trzema potrójnymi grupami odciągów, czwarta, najniższa grupa niewidoczna na fotografii

Odciąg - element konstrukcyjny masztu, rodzaj cięgna służącego przenoszeniu obciążeń poziomych. Zwykle stosowane przy masztach radiowych, żaglowych, turbinach wiatrowych, namiotowych i innych. Jeden koniec odciągu jest połączony przegubowo z konstrukcją masztu (w miejscu mocowania stosuje się przeponę - stężenie poprzeczne konstrukcji masztu), drugi połączony przegubowo z fundamentem. Połączenie odciągu z fundamentem musi zapewnić możliwość regulacji naciągu, pomiaru siły naciągu oraz, w przypadku np. masztów radiowych możliwość odizolowania od podłoża. W przypadku wyższych konstrukcji stosuje się grupy jednakowych odciągów (trzech lub czterech, w zależności od przekroju masztu) rozmieszczonych równomiernie wokół osi masztu, nachylonych pod tym samym kątem. Odciągi różnych poziomów mogą, lecz nie muszą być równoległe do siebie. 

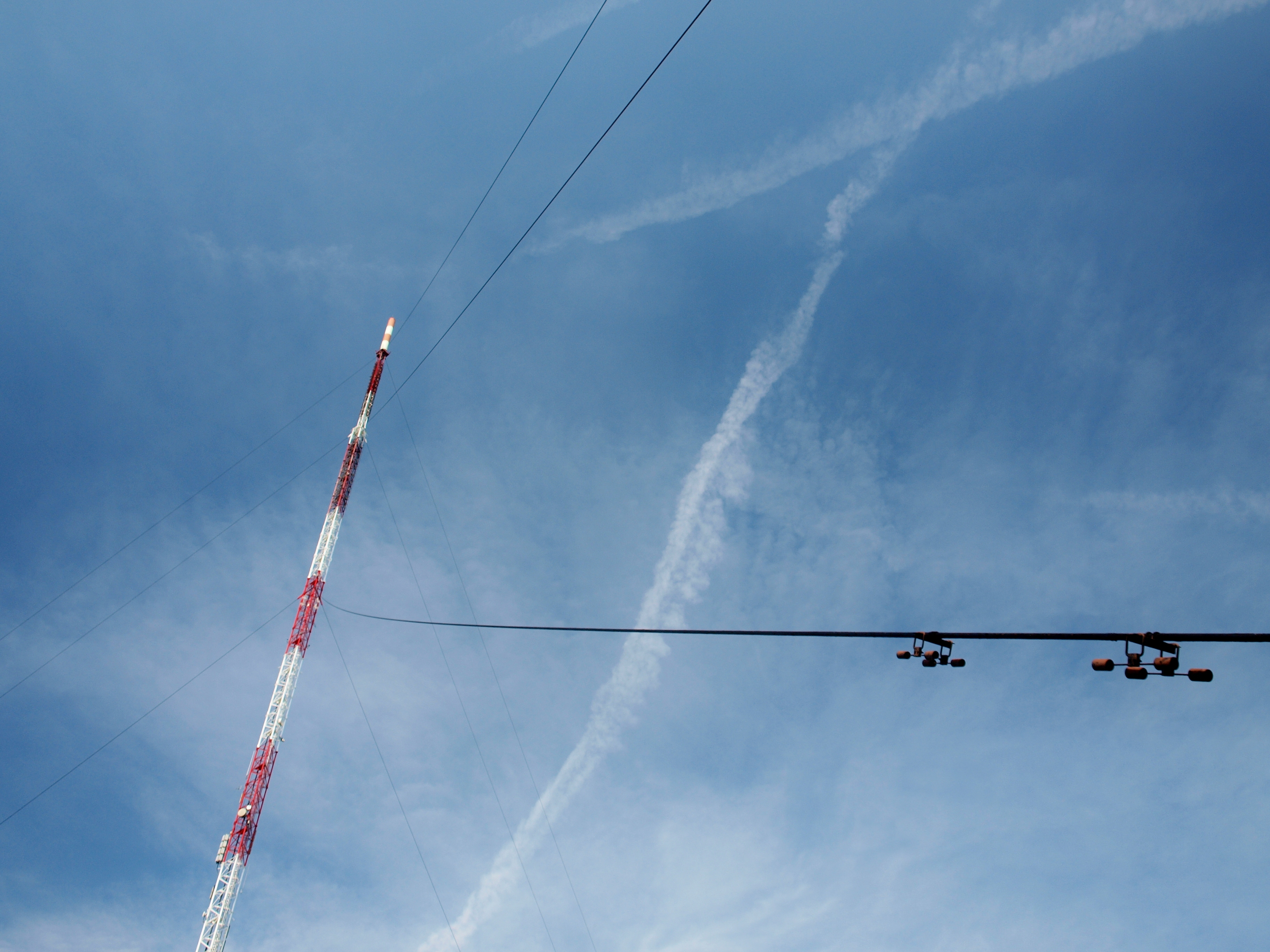
Jedna z dwunastu lin odciągowych masztu RTCN w Chorągwicy

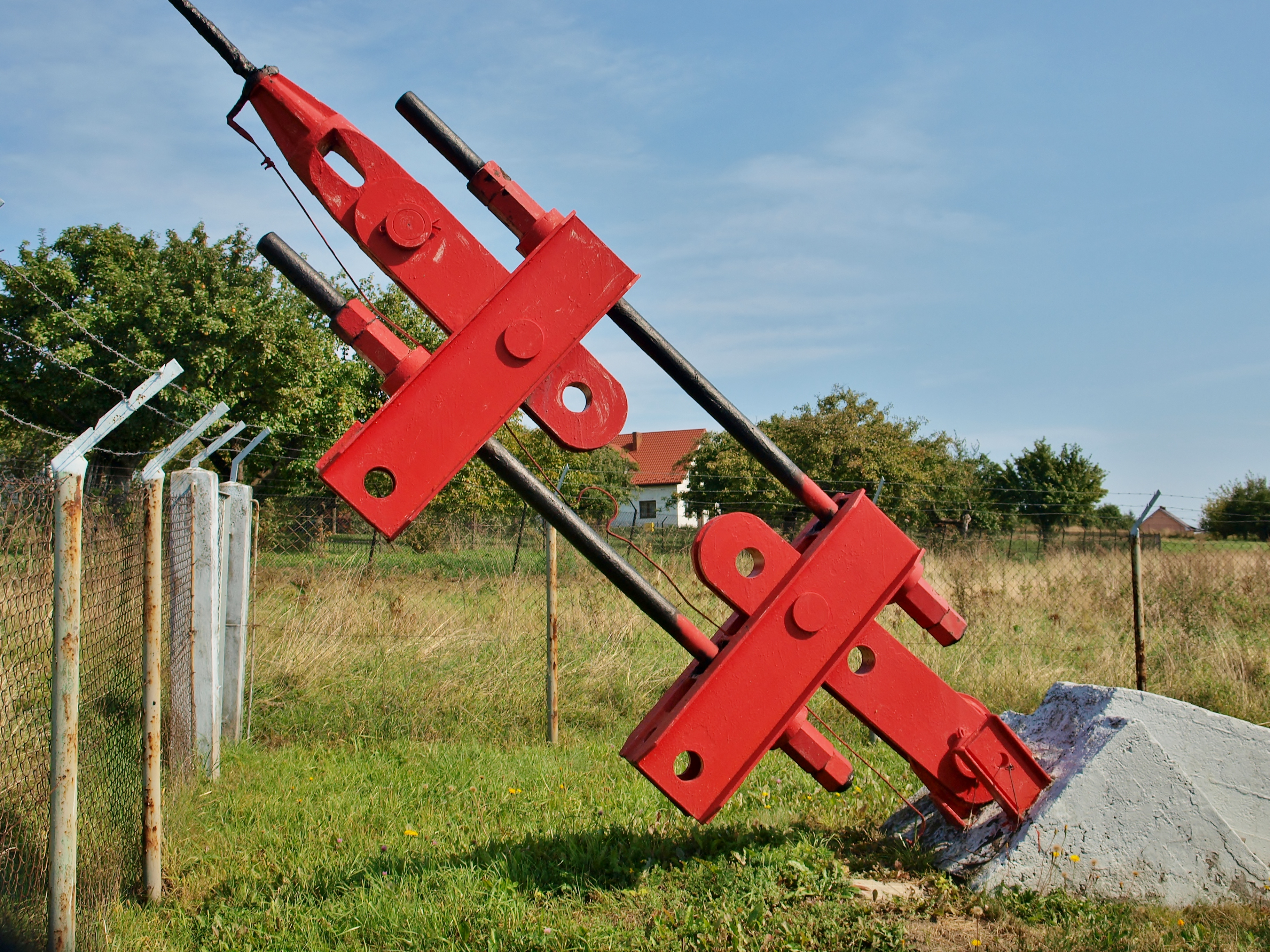
Maszt w Chorągwicy - kotew drugiej, licząc od dołu, liny odciągowej z regulacją naciągu